# Bazylika kolegiacka Ducha Świętego w Przeworsku
Bazylika Kolegiacka pw. Ducha Świętego – gotycki kościół wchodzący w skład dawnego zespołu klasztornego Bożogrobców w Przeworsku. Od 1982 posiada godność bazyliki mniejszej, od 2003 kolegiaty, a od 2012 sanktuarium Grobu Bożego. Jest to drugi po archikatedrze najważniejszy kościół w archidiecezji przemyskiej, posiadający jednocześnie godność bazyliki, kolegiaty i sanktuarium. Świątynia jest również jedyną w Polsce bazyliką noszącą wezwanie Ducha Świętego.

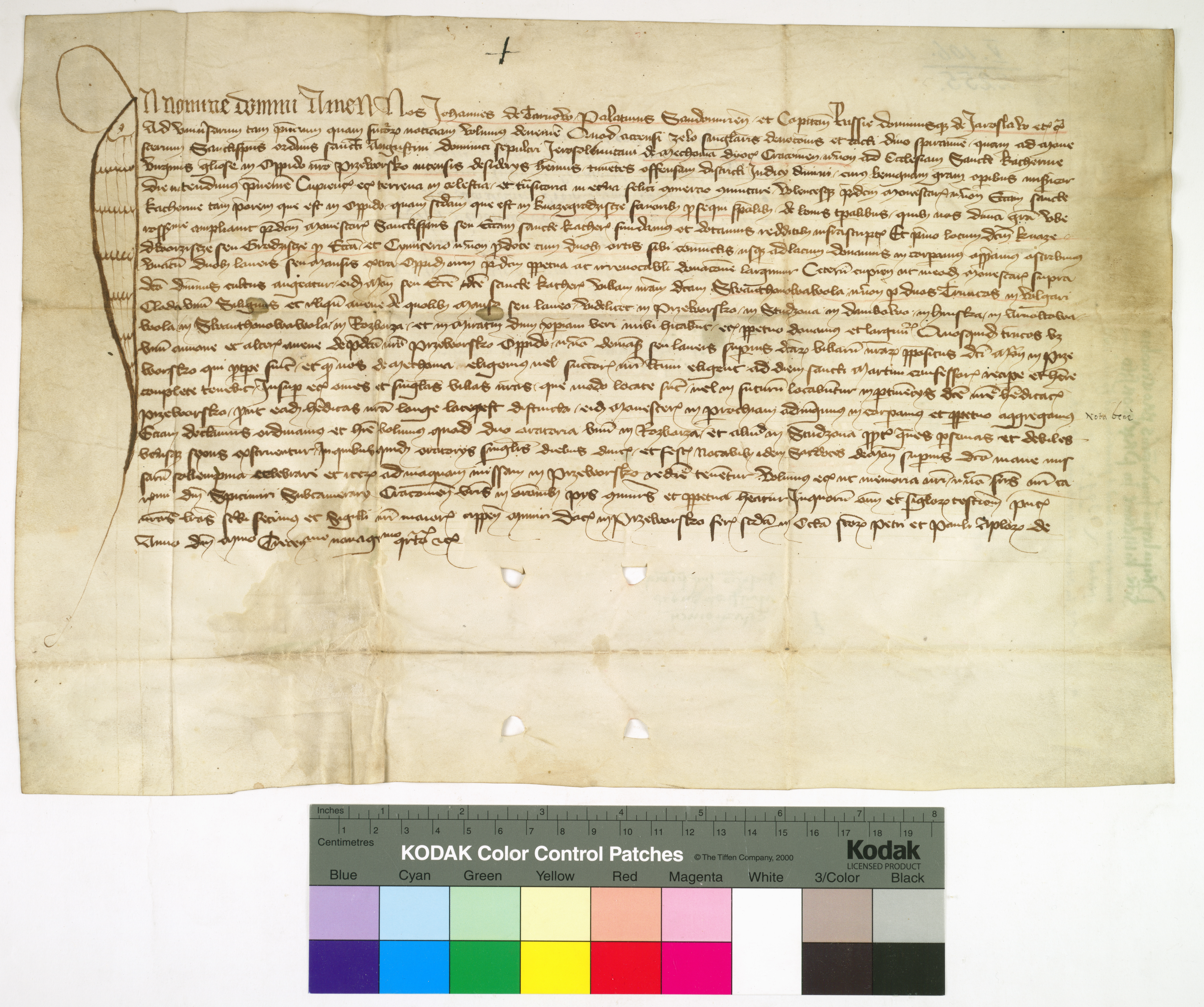
Jan z Tarnowa, wojewoda sandomierski i starosta ruski, funduje i uposaża klasztor bożogrobców pod wezwaniem Świętego Ducha i kościół św. Katarzyny w Przeworsku, 6 lipca 1394 roku

Kościół został wybudowany w latach około 1400–1473, na wzgórzu w południowo-zachodniej części miasta. Kościół Bożogrobców w Przeworsku jest jednym z cenniejszych zabytków architektury średniowiecznej w południowo-wschodniej Polsce.

## Historia

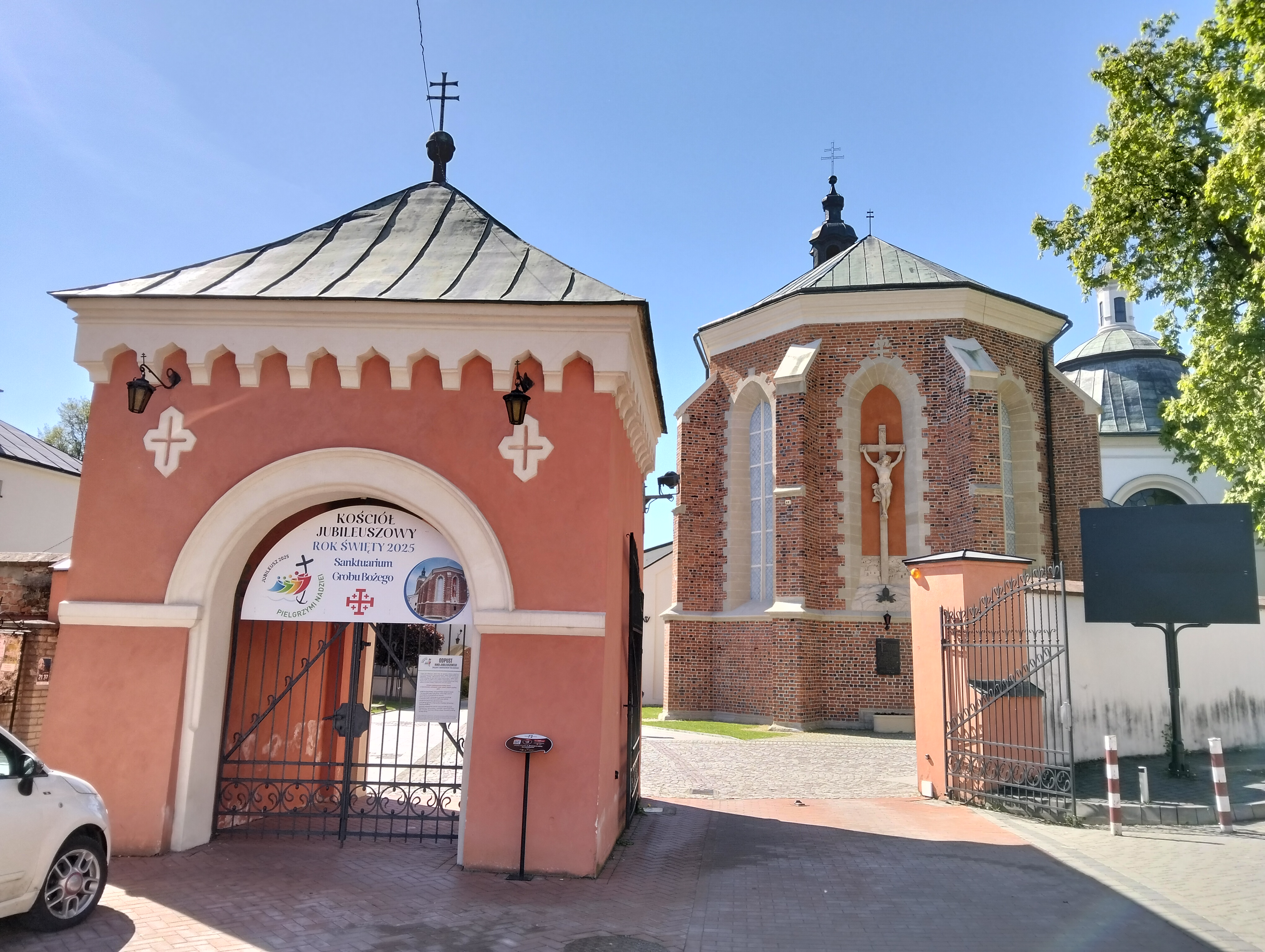
Budynek bramny i prezbiterium

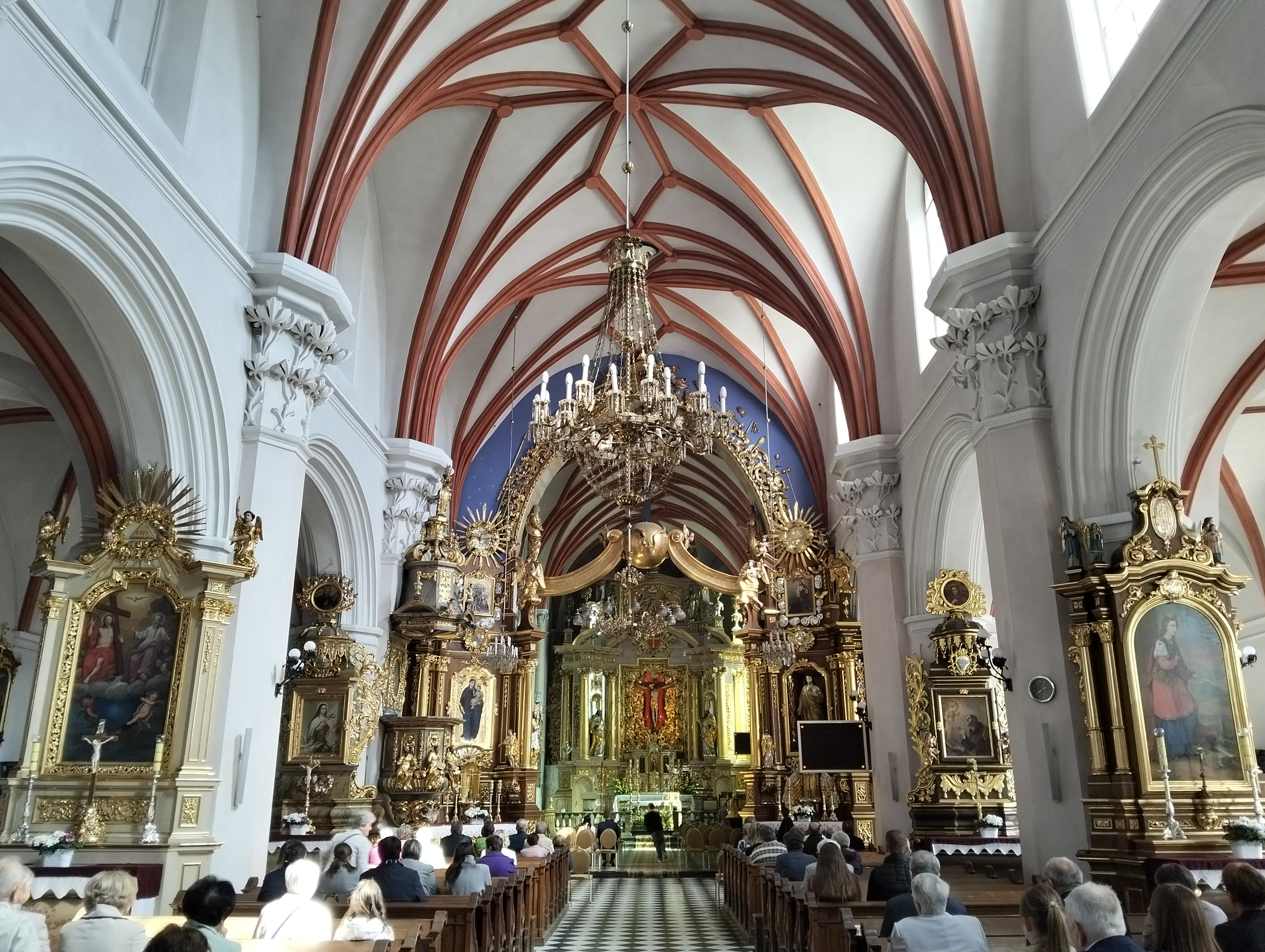
Wnętrze

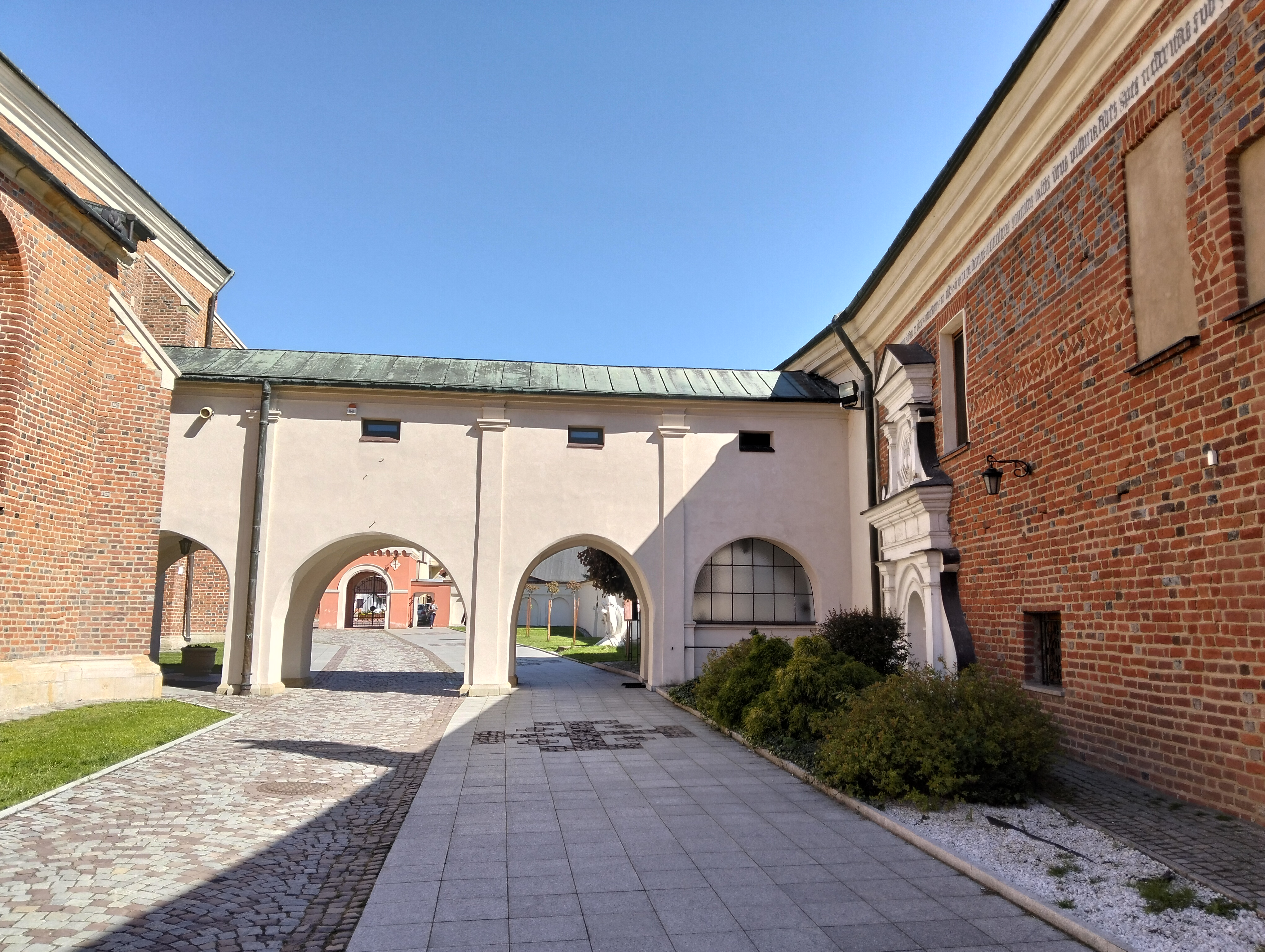
Łącznik kościoła z klasztorem

Budowa kościoła trwała od około 1400 do 1473 z fundacji Jana Tarnowskiego, jego potomków oraz mieszczan. Nadzorowali ją prepozyci Dominik, Jan i Mikołaj. Budowla prezentuje bardzo dobrą jakość wykonania i powstała wedle jednolitego projektu, o czym świadczy kamienny cokół pod  chórem i korpusem. W farze przeworskiej zastosowano typową dla gotyku małopolskiego odmianę systemu filarowo--przyporowego typu krakowskiego, dostosowaną do budowli pseudobazylikowej. Dach kościoła pierwotnie był znacznie wyższy i stromy, czego ślady widać na ścianie wieży. W latach 1473–1516 wybudowano budynek parafialny. Parafia od początku była hojnie obdarowywana okolicznymi wsiami. Klasztorowi podlegały kaplice w sąsiednich wsiach: Studzian i Rozbórz. Tarnowscy jako fundatorzy otrzymali też prawo wybierania spośród bożogrobców prepozyta. Klasztor i kościół miały charakter obronny. W 1502 wzniesiono basztę, a w 1640 cały zespół otoczono murami. 
Dach świątyni pokryto w XVII wieku dachówką, w 1845 roku obniżono i dano pokrycie z blachy. W 1785 wieża otrzymała pokrycie miedziane. W 1742 dobudowano arkadowy krużganek łączący klasztor z kościołem. Znaczną restaurację przeprowadzono w 1908 roku.

## Bożogrobcy w Przeworsku
Z dużą dozą prawdopodobieństwa można przyjąć, że bożogrobcy prowadzili w Przeworsku szpital pod wezwaniem św. Ducha. Istnienie jego potwierdza kilka źródeł m.in. dokument Rafała z Jarosławia z 1460 miał zawierać nadania dla już istniejącego szpitala. Stopniowo na przestrzeni lat konwent przeworskich bożogrobców liczebnie się powiększał. Na początku w 1394 roku był tu tylko prepozyt i jeden brat, w 1471 było co najmniej czterech braci a w latach 1585 i 1587 na mocy postanowień kapituły zakonu bożogrobców podzielono zakon w Polsce na cztery prowincje w tym ruską z ośrodkiem w Przeworsku, co świadczyło o dużej randze domu przeworskiego. W skład prowincji wchodziły parafie w Leżajsku, Giedlarowej, Rudołowicach, Tuligłowach, Urzejowicach i Gniewczynie. Pierwszym prepozytem parafii był niejaki Bartłomiej z Mazowsza, a wikarym brat Priskan. Do kasaty bożogrobców w 1819 w Przeworsku służbę bożą pełniło 34 prepozytów w tym ostatni Kasper Mizerski, który jeszcze do 1846 pełnił funkcję proboszcza parafii. W ciągu istnienia placówki bożogrobców w Przeworsku działali tu wikariusze, penitencjarze, zakładano różne stowarzyszenia oraz bractwa. Bożogrobcy w czasie swojego pobytu w mieście prowadzili szkołę parafialną.

## Wnętrze
Wystrój wnętrza kościoła zmieniał się na przestrzeni wieków i obecnie posiada dominujące cechy baroku głównie za sprawą głównego ołtarza zbudowanego w toskańskiej odmianie tego stylu (1693). Znajdują się tu relikwie świętych: Marcina, Benedykta, Sewery, Maurycjusza, Pawła, a w XVIII wieku umieszczono tu relikwie krzyża świętego. Z licznych obrazów znajdujących się wewnątrz świątyni na uwagę zasługuje gotyckie epitafium Rafała Tarnowskiego z rodziną polecane przez archanioła Rafała i św. Elżbietę (z lat 1491–1496). W prezbiterium świątyni znajdują się płyty nagrobne z piaskowca z podobiznami fundatorów kościoła – Tarnowskich, m.in. Rafała Tarnowskiego (zm. w 1441), które kryją wejście do krypt.

## Kaplica Grobu Pańskiego
Najważniejszą częścią zabudowań nieodłącznie związaną z kultem Grobu Pańskiego w Jerozolimie, przy którym ustanowiono bożogrobców, jest wzniesiona w latach 1692–1727 kaplica Grobu Bożego, przy której prace prowadzili m.in. M. Stawiński, F. Chodowicz. P. Gogoliński. Kaplica jest wierną kopią kaplicy Grobu Chrystusa w Jerozolimie, posiada relikwie skały z Grobu Jerozolimskiego. 